# 小行星8331
小行星8331（8331 Dawkins）是一颗绕太阳运转的小行星，为主小行星带小行星。该小行星于1982年5月27日发现。

## 轨道参数
小行星8331的轨道半长轴为2.2737639 UA，离心率为0.098。